# Verkehrsverstoß

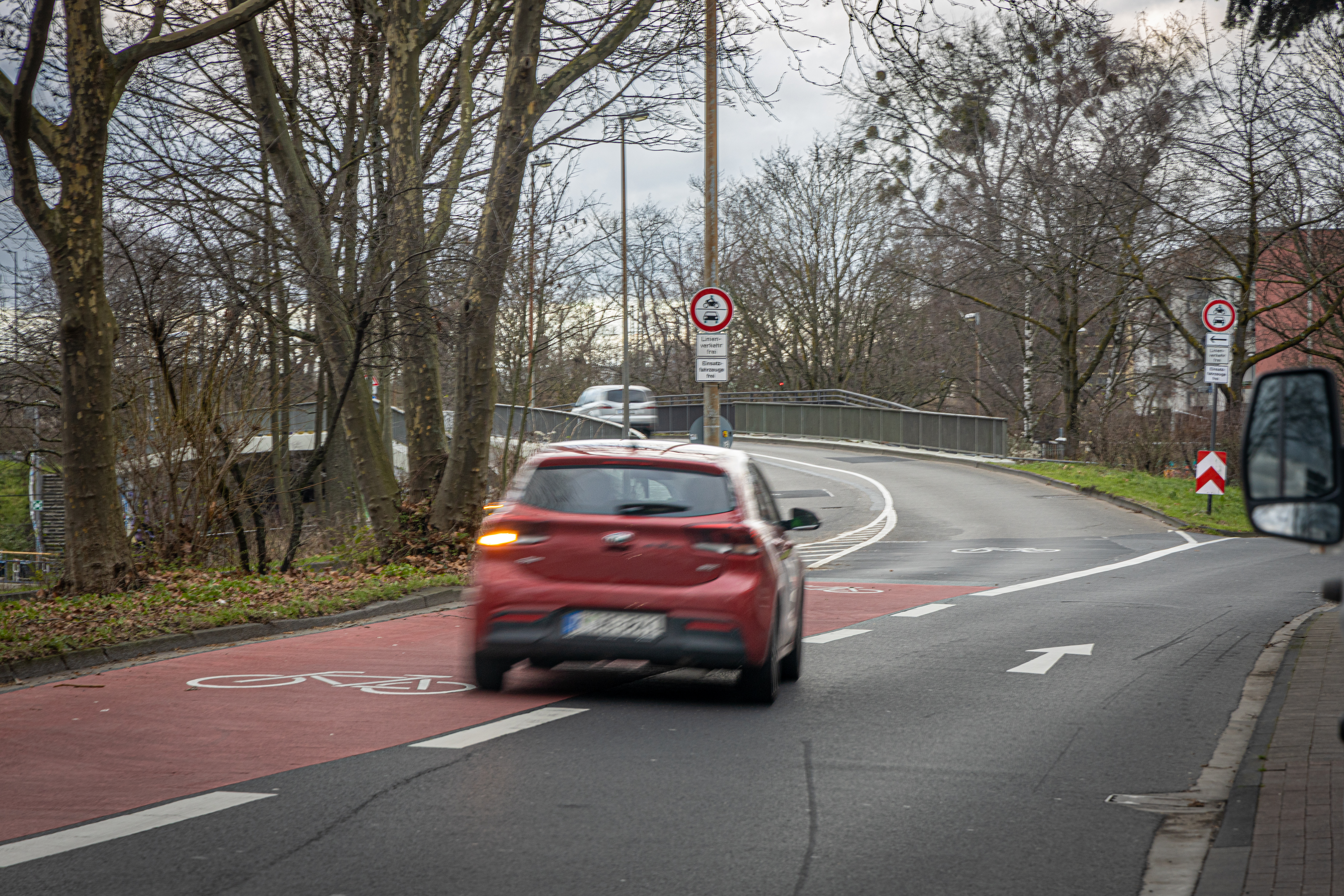
Kraftfahrzeug fährt auf einen Fahrradstreifen und anschließend auf einen mit Zeichen 260 (Verbot für Kraftfahrzeuge) gesperrten Abschnitt

Unter einem Verkehrsverstoß versteht man ein Fehlverhalten im Straßenverkehr, das heißt ein Zuwiderhandeln gegen eine einschlägige Rechtsnorm des Straßenverkehrsrechts.

## Einteilung
Verkehrsverstöße können entweder eine Straftat oder eine Ordnungswidrigkeit darstellen. Für die Einordnung ist die Schwere des Verstoßes maßgeblich.
Straftaten im Straßenverkehr werden nach dem Strafgesetzbuch (StGB) und dem Straßenverkehrsgesetz (StVG) mit Freiheitsstrafe, Geldstrafe, der Verhängung eines Fahrverbots oder dem Entzug der Fahrerlaubnis geahndet, Ordnungswidrigkeiten nach dem Straßenverkehrsgesetz (StVG), der Straßenverkehrs-Ordnung (StVO) und der Straßenverkehrs-Zulassungs-Ordnung (StVZO) mit Geldbuße und in bestimmten Fällen einem Fahrverbot. Die Höhe der verhängten Geldbußen und die Dauer eines etwaigen Fahrverbots richten sich nach der Bußgeldkatalog-Verordnung (BKatV) und dem in der Anlage dazu enthaltenen Bußgeldkatalog (§ 1 BKatV).
Die meisten Verkehrsverstöße mit Kraftfahrzeugen und Fahrrädern, aber auch von Fußgängern werden mit Buß- oder Verwarnungsgeld geahndet. Mit Inkrafttreten der Elektrokleinstfahrzeuge-Verordnung am 15. Juni 2019 ergaben sich für Verkehrsverstöße mit Elektrokleinstfahrzeugen teils neue Tatbestände, teils wurden bestehende geändert.
Im Jahr 2018 standen rund 250 000 registrierten Straftaten mehr als 4,5 Mio. Ordnungswidrigkeiten gegenüber.

## Zuständigkeit und Verfahren
Nach deutschem Recht wird unterschieden:
1.) Verkehrsordnungswidrigkeit

a) Verwarnungsbereich (5–35 €)
mündliche Verwarnung oder Verwarnungsverfahren (Erhebung eines Verwarnungsgeldes), im letztgenannten Fall bei Einspruchserhebung erfolgt das  Bußgeldverfahren (die Verwarnung wird in eine Ordnungswidrigkeitenanzeige geändert)
Verfolgung durch Bußgeldbehörde, bei Einspruchserhebung durch Justiz
b) Anzeigenbereich (über 35 €)
Verfolgung durch Bußgeldbehörde, bei Einspruchserhebung durch Justiz
2.) Verkehrsstraftat
Sachbearbeitung/Ermittlungen im Rahmen des Legalitätsprinzips, Abgabe an Justiz
Die deutsche Polizei ist bei Verkehrsordnungswidrigkeiten sowohl Verfolgungsbehörde als auch Bußgeldbehörde bei Verstößen gegen die StVO und das StVG. In Deutschland kann die Polizei gemäß dem Opportunitätsprinzip jede Verkehrsordnungswidrigkeit nach pflichtgemäßem Ermessen von der Verfolgung absehen oder mündlich eine Verwarnung aussprechen (letzteres nur bei Ordnungswidrigkeiten bis zu einem Regel-Ahndungssatz bis 35 EUR).

## Vollstreckung
Nach dem EU-Rahmenbeschluss über die Anwendung des Grundsatzes der gegenseitigen Anerkennung von Geldstrafen und Geldbußen werden auch im EU-Ausland gegen deutsche Autofahrer verhängte Sanktionen in Deutschland vollstreckt.

## Datenspeicherung im Fahreignungsregister
Seit dem 2. Januar 1958 werden alle rechtskräftigen Entscheidungen über Verkehrsstraftaten und Verkehrsordnungswidrigkeiten von Kraftfahrern mit einer deutschen Fahrerlaubnis im Fahreignungsregister (FAER) gespeichert und nach einem Punktesystem bewertet (§ 28 Abs. 3 StVG, § 40 FeV). Das Kraftfahrt-Bundesamt führt dieses auch Verkehrssünderkartei genannte Register und erstellt und veröffentlicht auch nationale Statistiken. Mitteilungen gem. § 28 Abs. 3 Nr. 3 StVG über rechtskräftige Entscheidungen wegen einer Ordnungswidrigkeit sind mit der Tatbestandsnummer des Bundeseinheitlichen Tatbestandskatalogs für Verkehrsordnungswidrigkeiten (BT-KAT-OWI) elektronisch an das Fahreignungsregister zu übermitteln.
Verkehrsstraftaten werden unter anderem im Kriminalaktennachweis (Polizei) und im Zentralen Staatsanwaltschaftliches Verfahrensregister (Justiz) sowie bei der Straßenverkehrsbehörde (Fahrerlaubnisbehörde) gespeichert.